# Neustadt/Harz
Pour les articles homonymes, voir Neustadt.
Neustadt/Harz est une ancienne commune allemande du land de Thuringe, dans l'arrondissement de Nordhausen, au centre de l'Allemagne.

## Source de la traduction
- (de) Cet article est partiellement ou en totalité issu de l’article de Wikipédia en allemand intitulé « Neustadt/Harz » (voir la liste des auteurs).